# Bütschwil-Ganterschwil
Bütschwil-Ganterschwil är en kommun i distriktet Toggenburg i kantonen Sankt Gallen, Schweiz. Kommunen har 5 202 invånare (2023). Kommunen bildades den 1 januari 2013 av kommunerna Bütschwil och Ganterschwil.
Förutom orterna Bütschwil och Ganterschwil ligger även Dietfurt i kommunen. 